# Jugorstraße
Die Jugorstraße (russisch Югорский Шар, Jugorski Schar) ist eine Meerenge im äußersten Nordosten Europas. Sie verbindet die Karasee und die Barentssee im Norden Russlands. Sie trennt die Insel Waigatsch vom russischen Festland und ist stellenweise nur zwei Kilometer breit, weitet sich im Nordosten aber auf fast 10 km.
Der Name leitet sich von der alten Bezeichnung „Jugra“ (Югра) oder „Jugorien“ (Югория, Jugorija) ab, welche vom 11. bis 17. Jahrhundert die Region zwischen der Petschora und dem Nordural sowie die Siedlungsgebiete der Chanten und Mansen in Westsibirien bezeichnete.